# Assa
Assa (rusky Асса) je řeka v Talaské oblasti v Kyrgyzstánu (horní tok) a v Žambylské oblasti v Kazachstánu (dolní tok). Je 253 km dlouhá. Povodí má rozlohu 9210 km².

## Průběh toku
Pramení na svazích hřbetu Karatau na hranicích mezi Kazachstánem a Kyrgyzstánem. Na horním toku se nazývá Ters. Teče nejprve podél hranice na sever a u vesnice Assa v Kazachstánu se otáčí na západ. Protéká jezerem Bijlikol a mění směr opět na sever. Protéká jezerem Akkol a poté teče dále na sever a na západ a ztrácí se v poušti Mujunkum západně od řeky Talas. Na východním břehu se nacházejí jezera Ačykol a Tuzdykol.

## Vodní stav
Zdroj vody je smíšený ledovcový, sněhový a dešťový. Průměrný roční průtok je přibližně 12 m³/s.

## Využití
Využívá se pro zavlažování. Na řece leží obce Assa a Akkol.